# پبینی
پبینی (به انگلیسی: Pabaini) یک روستا در پاکستان است که در صوابی، پاکستان واقع شده‌است.